# Șerban Ciochină

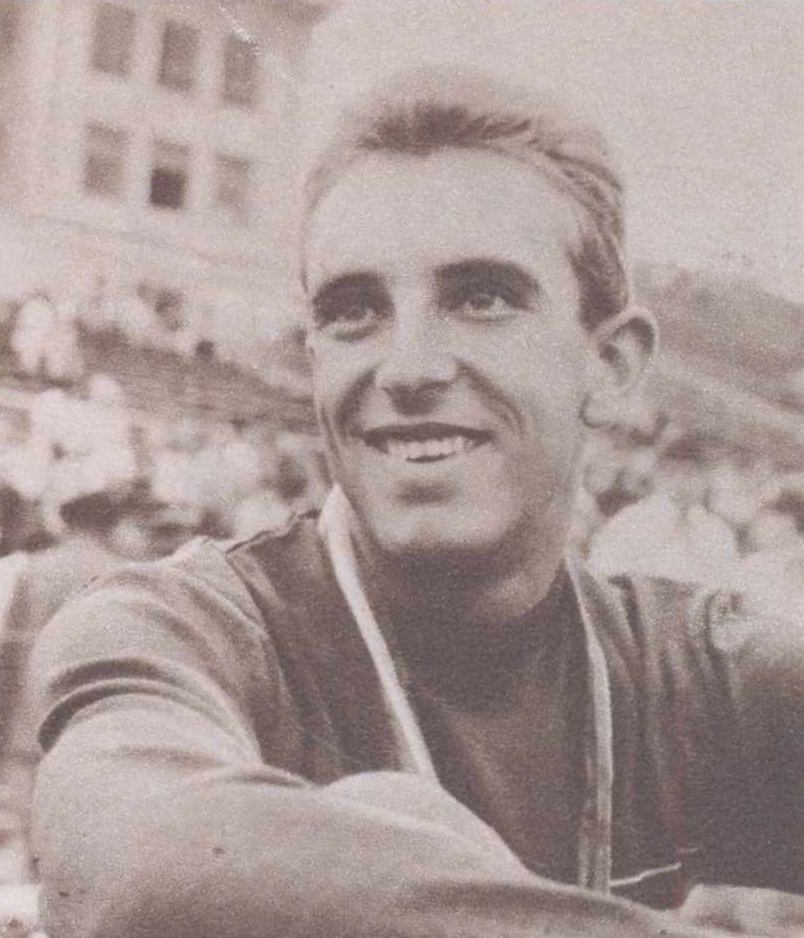
Șerban Ciochină

Șerban Ciochină (* 30. November 1939 in Bukarest; † April 2023) war ein rumänischer Dreispringer.
Bei den Europameisterschaften 1962 in Belgrad schied er in der Qualifikation aus, und bei den Olympischen Spielen 1964 in Tokio wurde er Fünfter.
1966 siegte er bei den Europäischen Hallenspielen in Dortmund und wurde Siebter bei den Europameisterschaften in Budapest. Bei den Europäischen Hallenspielen 1967 in Prag scheiterte er in der Qualifikation.
1968 kam er bei den Europäischen Hallenspielen in Madrid auf den vierten und bei den Olympischen Spielen in Mexiko-Stadt auf den 13. Platz.
Bei den Halleneuropameisterschaften gewann er 1970 in Wien Bronze und wurde 1971 in Sofia Zehnter.
Von 1963 bis 1968 wurde er sechsmal in Folge Rumänischer Meister und 1968 Englischer Meister. Seine persönliche Bestleistung von 16,59 m stellte er am 4. Juni 1967 in Sofia auf.